# Mazda AZ-Offroad
Mazda AZ-Offroad er en offroader fra den japanske bilfabrikant Mazda. Bilen hører til de japanske Kei-Cars, som er billigere i afgift. Navnet AZ stammer fra Mazda Kei-Car-mærke Autozam. AZ-Offroad er identisk med Kei-Car-versionen af Suzuki Jimny og kom ligesom Jimny på markedet i 1998, dog kun i Japan. Dog er meget få eksemplarer blevet eksporteret til Rusland og Storbritannien. AZ-Offroad er udstyret med en Suzuki-motor på 660 cm³ med 47 kW (64 hk) og turbolader.

## Udstyr
Bilen er som standard udstyret med firehjulstræk, cd-afspiller og centrallåsesystem, og kan som ekstraudstyr fås med mp3-afspiller, klimaanlæg, lædersæder, navigationssystem, vindafvisere på sideruderne, parkeringssensorer bagtil samt tågeforlygter.